# قروفينات
القروفينات (الاسم العلمي: Corophioidea) هي فوق فصيلة من من القشريات مزدوجة الأرجل تتبع دون رتبة القروفوناوات.

## التصنيف
تضم فوق فصيلة القروفينات فصيلتان.
- رتيبة القروفونيات
  - دون رتبة القروفوناوات
    - الرتبة الصغيرة القروفوسات
      - فوق فصيلة القروفينات
        - فصيلة القروفات
          - أسرة القروفاوات
            - قبيلة القروفاوية
              - جنس القروف

        - فصيلة Ampithoidae Boeck, 1871